# Mousa (ö)
Mousa (fornnordiska Mósey, "Mossö") är en liten ö i ögruppen Shetlandsöarna, Skottland, i den norra delen av landet, 900 km norr om huvudstaden London och cirka 2 kilometer öster om Sandwick. Arean är 2,4 kvadratkilometer och har varit obebodd sedan 1800-talet. Ön är känd för Mousa Broch, en broch från järnåldern. Ön utgör idag ett särskilt skyddat område för stormsvalor häckningskolonier.
Terrängen på Mousa är platt. Öns högsta punkt är 53 meter över havet. Den sträcker sig 2,3 kilometer i nord-sydlig riktning, och 2,2 kilometer i öst-västlig riktning.

## Geografi

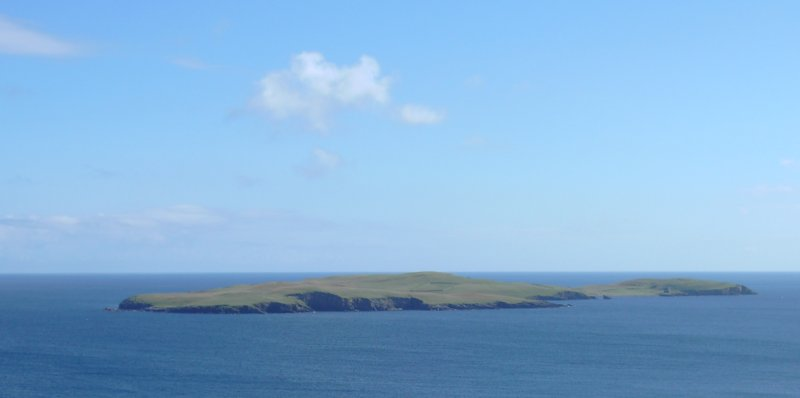
Ön Mousa sedd från Mainland, med brochen synlig till höger.

Mousa ligger öster om huvudön Mainland i Shetlandsöarna, omkring 24 km söder om Lerwick. Ön delas nästan itu av två vikar, East och West Hams. Geologiska sandstensbäddar växlas med kalksten vilket gör marken bördig. Tidigare bröts det sten på ön till Lerwick.
Mousas bördiga mark främjar en rik mångfald av växter, såsom blåmunkar och krypvide, som klarar sig väl här trots vind, saltstänk och fårens bete.
Vikingarnas definition av en ö föreföll närmast vara något de kunde navigera runt, även om det krävdes att båten drogs över land. På så vis ansågs Mousa vara två öar, nämligen North Isle och South Isle.

## Historia

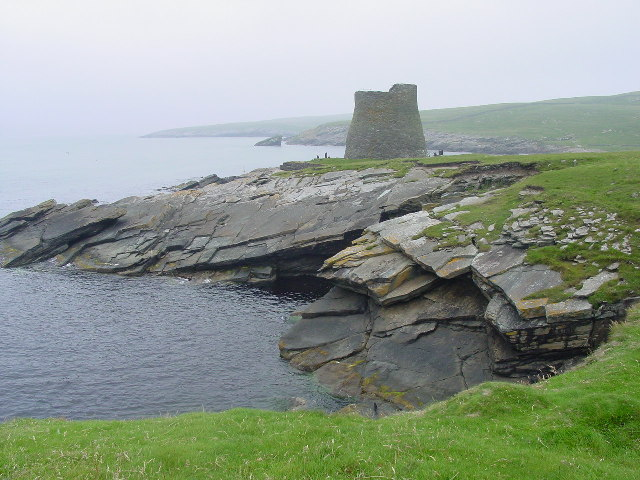
En disig dag vid Mousa Broch

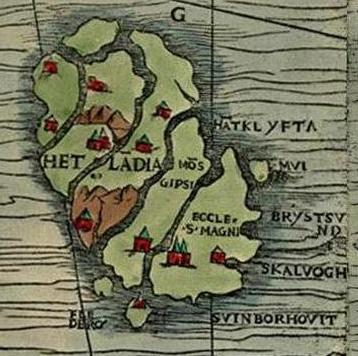
Mousa på Carta Marina från 1539

Mousa Broch är den mest välbevarade järnåldersborgen på de brittiska öarna. Den 2000-åriga brochen står ovanför en stenig kustlinje, som en av ett par brochar övervakande sundet Mousa Sound. De kan möjligen vara del av en kedja brochar i Shetland, som skulle ha fungerat som vårdkasar. Den andra i detta "par", vid Burland på Mainland är inte alls lika välbevarad. Många brochar utgjorde den centrala delen för en bosättning, men det har aldrig gjorts en fullskalig arkeologisk undersökning av detta på Mousa. Mousa Broch har klarat  sig såpass väl att man tror att brochen inte varit mycket högre än vad den är idag. 
Mousa omnämns i Orkneyinga Saga som en plats för försvar vid invasioner och även som ett gömställe för älskare.

## Miljövård

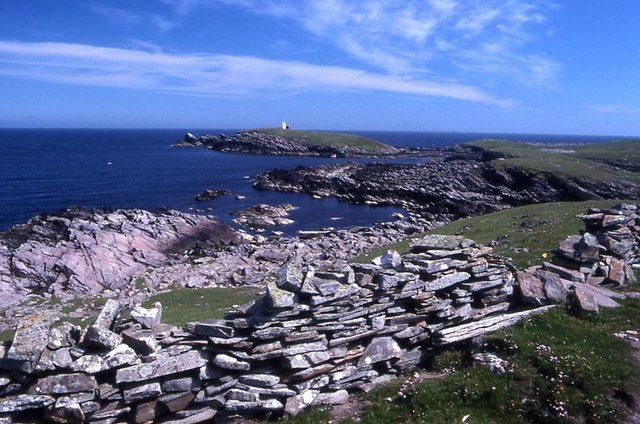
Östkusten av Mousa mot Peerie Bard

Mousa är känt för sina bestånd av gråsäl och knubbsäl, tobisgrisslor, silvertärnor och stormsvalor.
På Mousa häckar totalt 6 800 par stormsvalor. Det utgör cirka 8% av det brittiska beståndet och 2,6% av världens population. Ön har därför gjorts till ett särskilt skyddat område och ses efter av RSPB.
Det finns också ett stort bestånd av stormsvalor vid Haaf Gruney.

## Transport
Ön nås enkelt med de passagerarfärjor som går från Mainland vid Leebitton, Sandwick under sommaren.